# Wereldkampioenschappen schaatsen afstanden 2012 - 5000 meter vrouwen
De 5000 meter vrouwen op de Wereldkampioenschappen schaatsen afstanden 2012 werd gereden op 24 maart 2012 in het ijsstadion Thialf in Heerenveen, Nederland.
Olympisch kampioene Martina Sáblíková was de titelverdedigster en won dit seizoen ook beide wereldbekerwedstrijden op de 5000 meter. Ze wist haar titel succesvol te verdedigen door haar Duitse concurrentes Stephanie Beckert en Claudia Pechstein ruim voor te blijven.

## Statistieken

### Uitslag
| #      | Naam                   | Land | Tijd    |
| ------ | ---------------------- | ---- | ------- |
| Goud   | Martina Sáblíková      | CZE  | 6.50,46 |
| Zilver | Stephanie Beckert      | GER  | 6.56,64 |
| Brons  | Claudia Pechstein      | GER  | 7.04,01 |
| 4      | Olga Graf              | RUS  | 7.10,22 |
| 5      | Diane Valkenburg       | NED  | 7.13,61 |
| 6      | Park Do-yeong          | KOR  | 7.13,74 |
| 7      | Cindy Klassen          | CAN  | 7.14,19 |
| 8      | Annouk van der Weijden | NED  | 7.15,84 |
| 9      | Jorien Voorhuis        | NED  | 7.16,21 |
| 10     | Ayaka Kikuchi          | JPN  | 7.17,18 |
| 11     | Masako Hozumi          | JPN  | 7.17,75 |
| 12     | Shiho Ishizawa         | JPN  | 7.20,15 |
| 13     | Bente Kraus            | GER  | 7.20,96 |
| 14     | Jevgenia Dmitrijeva    | RUS  | 7.23,02 |
| 15     | Brittany Schussler     | CAN  | 7.24,79 |
| 16     | Nicole Garrido         | CAN  | 7.31,26 |

### Loting
| Rit | Binnenbaan        | Buitenbaan             |
| --- | ----------------- | ---------------------- |
| 1   | Nicole Garrido    | Brittany Schussler     |
| 2   | Diane Valkenburg  | Jevgenia Dmitrijeva    |
| 3   | Bente Kraus       | Jorien Voorhuis        |
| 4   | Ayaka Kikuchi     | Park Do-yeong          |
| 5   | Cindy Klassen     | Annouk van der Weijden |
| 6   | Olga Graf         | Masako Hozumi          |
| 7   | Martina Sáblíková | Shiho Ishizawa         |
| 8   | Stephanie Beckert | Claudia Pechstein      |

1996 · 
1997 · 
1998 · 
1999 · 
2000 · 
2001 · 
2003 · 
2004 · 
2005 · 
2007 · 
2008 · 
2009 · 
2011 · 
2012 · 
2013 · 
2015 · 
2016 · 
2017 · 
2019 · 
2020 · 
2021 · 
2023 · 
2024 · 
2025